# Brandt Gottschalksson
Brandt Gotschalksson, död 1536,  var en svensk skrivare och rådman av tysk härkomst.
Brandt Gotschalksson var verksam i Stockholm där han blev tillsyningsman över handeln 1526, rådman och kämnär 1527, rättsfogde 1528 och skottherre 1529. Han satt i rätten 1528, 1530 och 1532, men erhöll avsked 1533 vid valborgsmässan. Han var även inblandad i krutkonspirationen 1536. Han blev fälld för samverkan och avrättad. Innehade del i Dannemora silvergruva,
Han var gift med Margareta Haraldsdotter.